# Ariella Hirshfeld

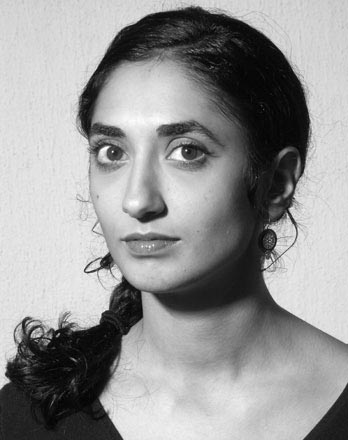
Ariella Hirshfeld (2007)

Ariella Hirshfeld, auch Ariella Hirschfeld (* 1980 in Düsseldorf), ist eine deutsche Schauspielerin.

## Leben
Ihr Filmdebüt hatte Ariella Hirshfeld, Tochter eines US-Amerikaners mit jüdisch-litauischen Wurzeln, der als Kind in den 50er-Jahren die USA verließ und nach Israel auswanderte, und einer Israelin jüdisch-irakischer Herkunft, 2001 als Miriam in Sebastian Kutzlis Film-im-Film-Drama Alles Zombies. 2004 spielte sie die Madina an der Seite von André Hennicke und Lars Rudolph in dem Schleuser-Drama Rien ne va plus und erlebte damit 2006 eine Uraufführung auf dem 63. Internationalen Filmfestival in Venedig. Es folgten einige Auftritte in TV-Rollen: Hirshfeld übernahm 2004 u. a. die Fatma in Rolf Schübels 2005 mit dem Grimme-Preis ausgezeichnetem Drama Zeit der Wünsche. Ihre erste internationale Rolle spielte Ariella Hirshfeld als Kati neben John Malkovich und Veronica Ferres in dem Kinospielfilm Klimt. 2008 spielte sie die Rolle von Julchen Hagenström in dem Kinospielfilm „Buddenbrooks - ein Geschäft von einiger Größe“ unter der Regie von Heinrich Breloer. 2010 arbeitet sie am Hebbeltheater Berlin unter der Regie von Hans-Werner Kroesinger und dreht in Venedig eine Folge Commissario Brunetti.
2024 spielte sie "Deine schöne Hölle". Die toxische Liebesgeschichte von Alicia (Ariella Hirschfeld) und Yann (Detlef Bothe) entfaltet sich als Duell zweier zutiefst gestörter Seelen. Alicia, eine Narzisstin mit Borderline-Tendenzen, und Yann, ein männlicher Suchtcharakter, werden Co-Abhängige in einer Beziehung, die langsam sein Leben als Fotograf zerstört. Für diese Rolle wurde sie für den Preis der Deutschen Filmkritik 2024 als beste Schauspielerin nominiert.

## Ausbildung
- 1998–2002 Schauspielstudium an der Folkwang Hochschule im Ruhrgebiet
- 2002, 2003 und 2004 Workshop mit Carolina Pecheny, Théâtre du Soleil
- 2005 Workshop mit Slawomir Idziak an der Kunsthochschule für Medien Köln

## Bühne
- 2000 Regieassistenz you are also very attractive when you are dead unter der Regie von Brian Michaels, Düsseldorfer Schauspielhaus
- 2000 Die lustigen Weiber von Windsor, Ruhrfestspiele Recklinghausen
- 2001 Das Traumkissen, Internationales Theaterfest Moskau
- 2002 Der Arzt wider Willen, Zeche Bochum
- 2002 ad ultimo, Tanzhaus NRW in Düsseldorf
- 2002 Kalea, Stadttheater Mülheim
- 2003 Sheherezade, Roma Theater Pralipe (in Koproduktion mit dem Theatro del Velador in Sevilla und dem Karneval der Kulturen in Berlin)
- 2004 Jashar Roi, Roma Theater Pralipe
- 2004 Die Bluthochzeit, Roma Theater Pralipe
- 2005 Aus 1001 Nacht, Stadttheater Bremen
- 2007 zwei mal Heimat Jerusalem, (Roter Salon) Volksbühne Berlin
- 2007 Mutter Afrika, Stadttheater Mülheim
- 2008 Latet / Hingabe, Jüdisches Gemeindehaus Berlin
- 2008 Medea Stimmen, Hochschule für Musik und Theater Hamburg
- 2009 „Horror Vacui“ Zeisehallen Hamburg, Schauspielhaus Hamburg
- 2010 „Blackwater - p.m.c.“, Hebbeltheater Berlin
- 2010 „Keren und der kleine Ölkrug“, TAK Berlin
- 2011 „Frida Kahlo“, Theaterhaus Mitte Berlin

## Filmografie
- 2000: Inkognito (Kurzfilm)
- 2001: Alles Zombies (Kurzfilm)
- 2001: Narren (Kurzfilm)
- 2003: Evil Knights (Spielfilm)
- 2004: Rien ne va plus (Fotoroman/Kinospielfilm)
- 2004: Zeit der Wünsche (Spielfilm)
- 2004: Die Österreichische Methode (Kinospielfilm)
- 2005: Gegenüber (Kurzfilm)
- 2005: Klimt (Kinospielfilm)
- 2005: Sommerzeit (Kurzfilm)
- 2006: Heat (Kurzfilm)
- 2006: Amoure (Kurzfilm)
- 2007: Nachtgebet (Kurzfilm)
- 2008: Buddenbrooks (Kinospielfilm und Fernsehzweiteiler)
- 2010: Donna Leon – Das Mädchen seiner Träume (Fernsehfilm)
- 2014: Seil (Fotoroman/Spielfilm)
- 2015: Treffen sich zwei (Spielfilm)
- 2016: Tierärztin Dr. Mertens (Fernsehserie, Folge In die Freiheit)
- 2019: Notruf Hafenkante (Fernsehserie, Folge Lebend wieder raus)
- 2020: Die Heiland – Wir sind Anwalt (Fernsehserie, Folge Ausgemustert)
- 2022: In aller Freundschaft – Die jungen Ärzte (Fernsehserie, Folge Beziehungsweise)
- 2023: Ein Sommer auf Kreta (Fernsehreihe)
- 2024: Deine schöne Hölle (Spielfilm)
- 2025: Morden im Norden (Fernsehserie, Folge Die letzte Bestellung)